# Chrysoblephus anglicus
Chrysoblephus anglicus es una especie de peces de la familia Sparidae en el orden de los Perciformes.

## Morfología
• Los machos pueden llegar alcanzar los 100 cm de longitud total.

## Distribución geográfica
Se encuentra en las  costas occidentales del Océano Índico (desde Mozambique hasta Sudáfrica ).